# 부슈히노역
부슈히노역(일본어: 武州日野駅, ぶしゅうひのえき)은 일본 사이타마현 지치부시에 있는 지치부 철도 지치부 본선의 역이다.

## 역 구조
섬식 승강장 1면 2선의 지상역으로 업무 위탁역이다(관리역: 지치부 역). 역무원 근무 시간은 평일의 화,목,금요일은 7:50 ~ 16:50, 평일의 월,수요일은 종일 무인, 주말은 8:30 ~ 17:00이다.
화장실은 개찰구 밖에 있는 수세식이다.

### 승강장
| 1 | ■ 지치부 선 | 지치부・나가토로・요리이・구마가야・교다시・하뉴・ ■ 지치부 선 직통 한노・도코로자와・이케부쿠로 방면 |
| 2 | ■ 지치부 선 | 미쓰미네구치 방면                                                                                     |

## 역 주변
역 주변은 옛 아라카와 마을의 중심지이다.
- 국도 제140호선
- 사이타마 현도 72호 지치부 아라카와 선
- 아라카와강
  - 히노사기 다리
  - 아라카와 다리
- 지치부 시 관공서 아라카와 종합 지소
- 지치부 시 아라카와 보건 센터
- 지치부 시 아라카와 노동자 복지 센터
- 지치부 소방서 미나미 분소(지치부 광역 시정촌권 조합)
- 지치부 시립 아라카와 도서관
- 아라카와 역사 민속 자료관
- 지치부 시립 아라카와 중학교
- 지치부 시립 아라카와 유치원
- 아사마 신사
- 가와우라타니 캠프장
- 히노 광천
- 킹덤 골프 클럽

## 역사
- 1930년 3월 15일: 영업 개시.

## 인접역
| 지치부 철도 ■ 지치부 본선 | 지치부 철도 ■ 지치부 본선 | 지치부 철도 ■ 지치부 본선 |
| ------------------------- | ------------------------- | ------------------------- |
| 부슈나카가와 하뉴 방면    | 보통                      | 시로쿠 미쓰미네구치 방면  |